# Mødding
En mødding er et sted, hvor primært eskrementer og udmuget halm fra bondegårdens husdyrbestand blev ophobet. Indhold fra toiletspanden, køkkenaffald (og ofte affald generelt) endte også på møddingen. Nyere tiders miljø- og affaldsbestemmelser har sammen med de moderne udmugningsanlæg skånet landskabet for de allerfleste møddinger. Efter at det har vist sig, at nedsivning fra møddeinger af gødningssaft, opløste næringsstoffer og sygdomskim er ganske kraftig, har myndighderene indført krav om, at møddinger skal anlægges på fast bund (i praksis = betondæk) med afløb til tank, og at de såkaldte "markmøddinger" kun må etableres efter nøje foreskrevne regler (Jf. Miljøbeskyttelsesloven).

## Historie
De første husdyrbrugere lod dyrene gå ude året rundt, men med klimaforværringen i jernalderen blev det almindeligt at opstalde dyrene om natten og vinteren over. Det medførte en ophobning af dyrenes afføring, som måtte skaffes af vejen i form af møg. Af praktiske grunde blev møgstakken, møddingen, anbragt tæt ved stalden.
Det skulle snart vise sig, at det gav øget udbytte at sprede møget på agerjorden, og det blev snart god skik at spredet mød om efteråret, dvs. før pløjningen. På den måde havde man etableret en "næringsstofpumpe", der sendte mineralske stoffer fra græsningsarealerne (eng, hede, overdrev) hjem til de dyrkede marker, og det blev den reelle, økologiske baggrund for mundheldet: "Eng er agers moder".

## Eksternt link
- Bekendtgørelsens ordlyd (pdf-fil)